# Björnlunda kyrka

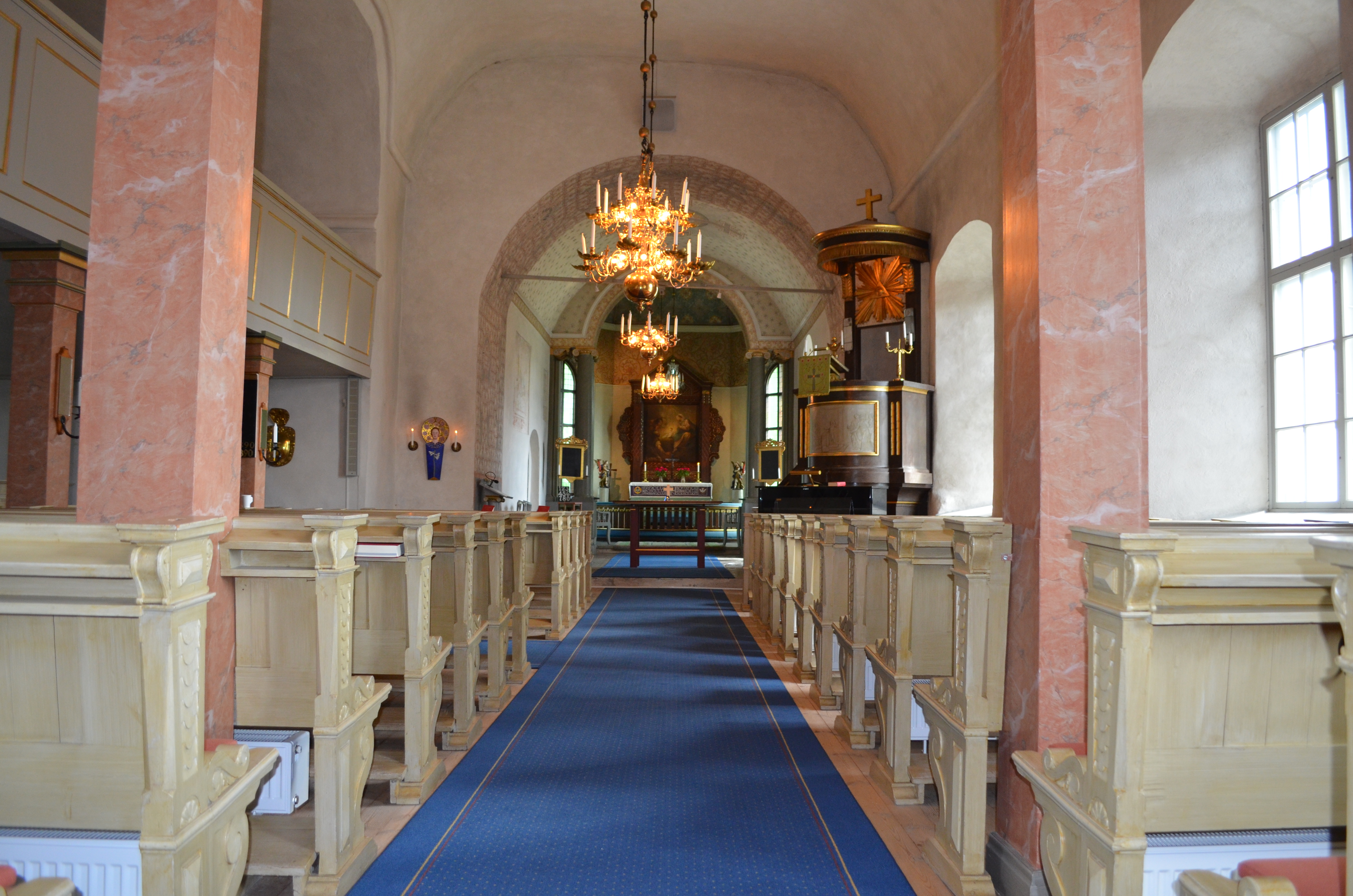
Björnlunda kyrkas kykosal

Björnlunda kyrka är en kyrkobyggnad i Björnlunda socken i Strängnäs stift, Södermanland. Kyrkan är församlingskyrka i Daga församling.

## Kyrkobyggnaden
Kyrkans äldsta delar härstammar från 1100-talet. Under 1300-talet förlängdes långhuset med cirka 7 meter åt väster, då även sakristian byggdes. Kyrktornet tillkom på 1400-talet och uppfördes av gråsten. Några takvalv verkar aldrig ha uppförts. 1763 - 1766 utvidgades kyrkan år norr med en korsarm. Kyrkans främre del består av greve Curt von Stedingks gravvård. 

## Inventarier
- På södra väggen hänger ett stort triumfkrucifix från 1200-talet.
- Ett litet processionkrucifix kommer från staden Limoges i Frankrike och importerades hit redan på 1100-talet.
- Altartavlan gjordes som en kopia av Louis Masreliez altartavla för Maria Magdalena kyrka i Stockholm år 1913.
- Predikstolen uppsattes 1804 och har kvar sina originalmålningar. På altarstolen finns ett timglas, gjort 1736.

### Orgel
- 1830 bygger Pehr Zacharias Strand, Stockholm en orgel med 6 stämmor, en manual och bihängd pedal. 1873 byggs orgeln om av E. A. Setterquist & Son, Örebro.
- 1912 bygger Olof Hammarberg, Göteborg en orgel med 12 stämmor, två manualer och pedal. 1937 byggs orgeln ut med 3 stämmor.
- Den nuvarande orgeln är byggd 1980 av Åkerman & Lund Orgelbyggeri AB, Knivsta och är mekanisk. Fasaden och fyra stämmor är från 1830 års orgel.

| Huvudverk I   | Öververk II       | Pedal             | Koppel |
| Borduna 16´ D | Flauta fistula 8´ | Subbas 16´        | I/P    |
| Principal 8´  | Fugara 8´         | Dubbel Gedackt 8´ | II/P   |
| Gedackt 8´    | Principal 4´      | Trombone 16´      | II/I   |
| Octava 4´     | Flauta 4'         |                   |        |
| Qvinta 3'     | Waldfleut 2'      |                   |        |
| Octava 2'     | Fagott-Oboe 8'    |                   |        |
| Scharf 3 chor |                   |                   |        |

## Andra byggnader
Bakom kyrkan finns en klockstapel som troligen har byggts 1656. I stapeln hänger två klockor, från 1728 och 1774.

## Bilder

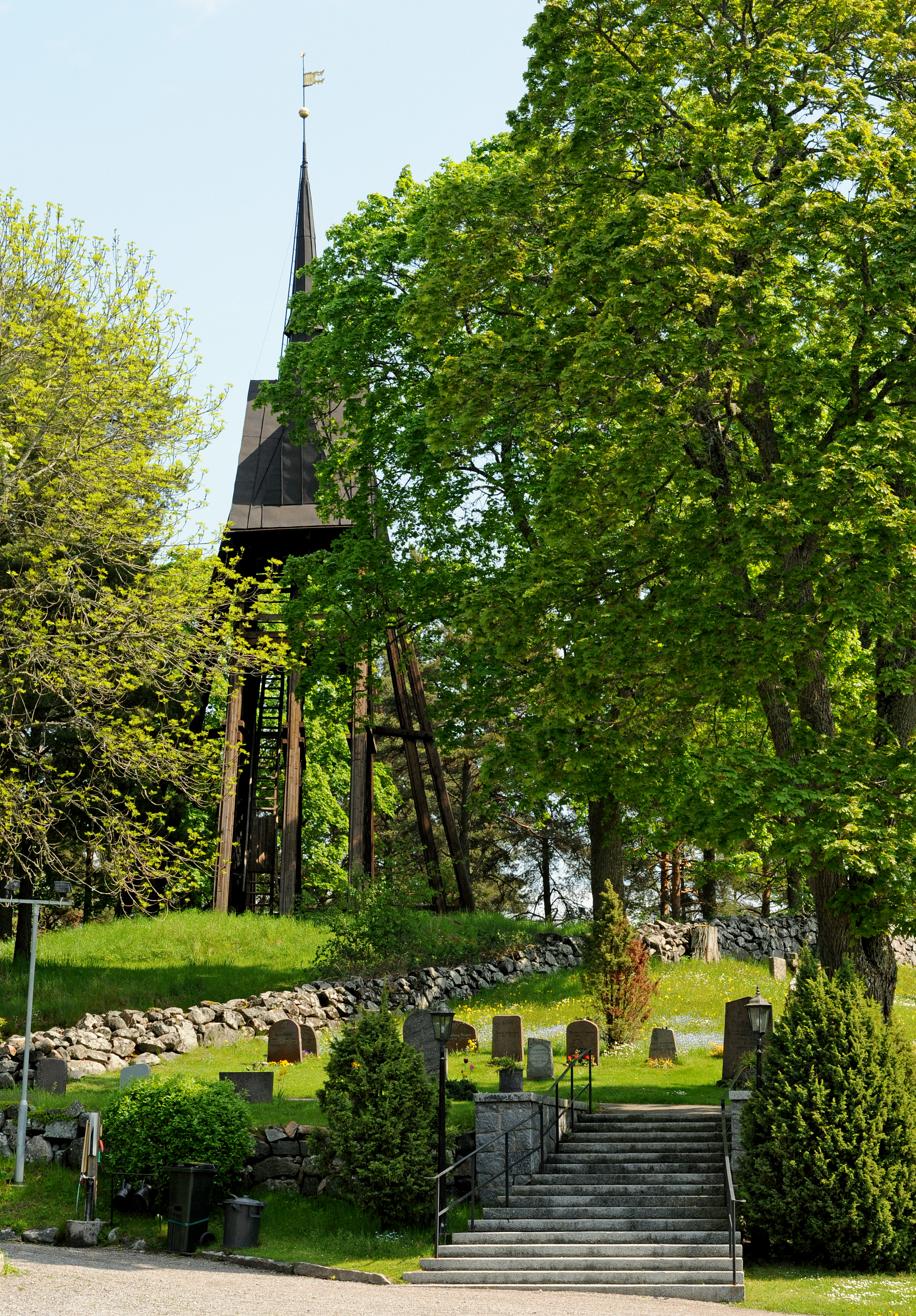
Klockstapeln från 1656.
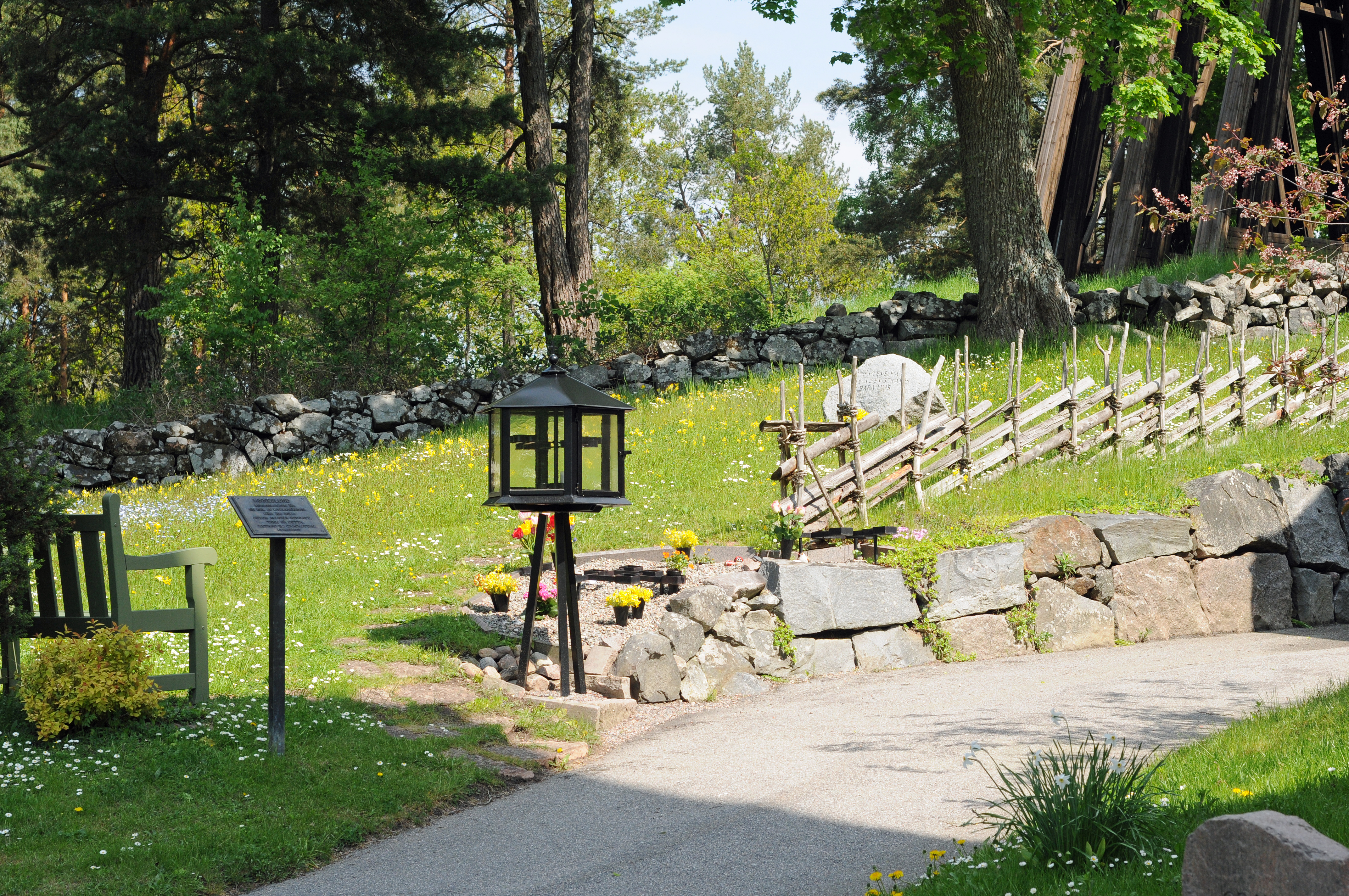
Minneslunden.
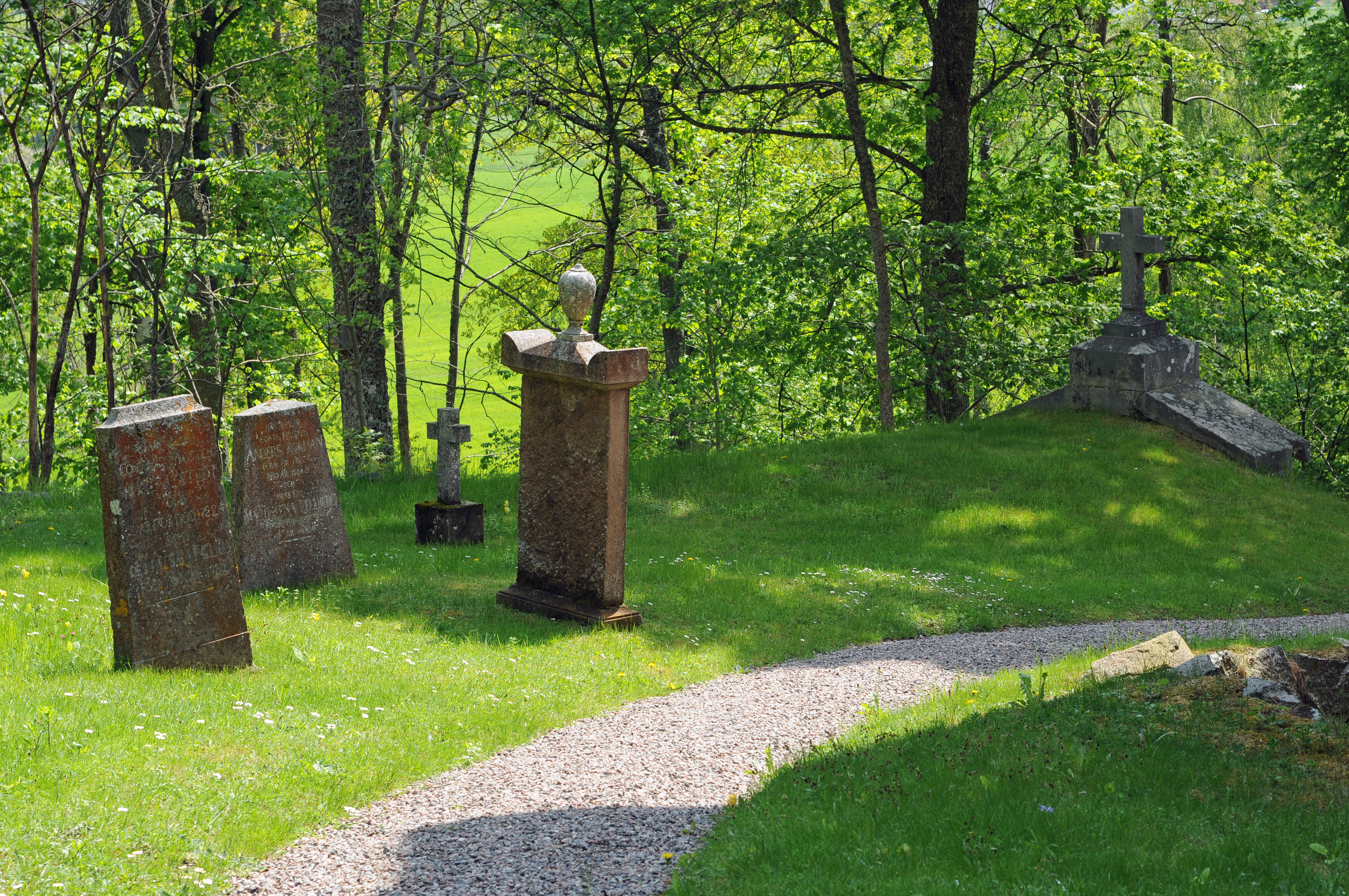
Kyrkogården.